# Labostigmina viridis
Labostigmina viridis is een vliegensoort uit de familie van de Stratiomyidae. De wetenschappelijke naam van de soort is voor het eerst geldig gepubliceerd in 1859 door Bellardi.